# Santa Clara, Durango
Santa Clara là một đô thị thuộc bang Durango, México. Năm 2005, dân số của đô thị này là 6457 người.